# Сук, Йозеф (младший)
Йозеф Сук (чеш. Josef Suk; 8 августа 1929 года, Прага — 7 июля 2011 года, там же) — чешский скрипач и альтист, внук композитора Йозефа Сука и правнук Антонина Дворжака.
Окончил Пражскую консерваторию, а затем Пражскую академию музыки, ученик Ярослава Коциана. Наиболее известен как основатель и бессменный участник фортепианного Трио имени Сука (названного в честь его деда), действовавшего в 1951—1990 гг. Как ансамблист выступал также в составе Пражского квартета. Широко концертировал как солист, несколько раз был удостоен премии Grand Prix du Disque — в частности, в 1960 г. за записи скрипичных сонат Леоша Яначека и Клода Дебюсси, в 1968 году за скрипичный концерт Альбана Берга, в 1978 году за скрипичные концерты Богуслава Мартину. С 1973 г. выступал также как альтист, записал альтовую партию в Концертной симфонии Моцарта вместе с Айоной Браун и Академией Святого Мартина в полях. В 1974 году основал Камерный оркестр имени Сука (также названный в честь деда-композитора).
Сук — один из исполнителей концертной симфонии Моцарта в фильме Лукино Висконти «Семейный портрет в интерьере».